# Anticoma novozemelica
Anticoma novozemelica is een rondwormensoort uit de familie van de Anticomidae.